# Omega (álbum de Epica)
Omega (estilizado como Ωmega) es el octavo disco de estudio de la banda neerlandesa de metal sinfónico Epica. Publicado el 26 de febrero del 2021 vía Nuclear Blast. El álbum consta de cuatro discos. Los primeros dos contienen las canciones originales y una versión de "Rivers" acapella. El tercero contiene versiones instrumentales, y habrá un cuarto con sus versiones orquestales.
El tópico del álbum se basa en la teoría del Punto omega de Pierre Teilhard de Chardin sobre la evolución de la conciencia humana, cuyo nombre le dio el título al álbum.
En la cuenta oficial de YouTube de Epica fueron subidos una serie de videos sobre la producción del álbum. En esta serie se mostró cómo fue la participación de diferentes organizaciones, tales como la Orquesta Sinfónica de Praga y un coro de niños.

## Lista de canciones
| CD 1 Omega |                                                         |          |  |
| N.º        | Título                                                  | Duración |  |
| 1.         | «Alpha – Anteludium»                                    | 1:38     |  |
| 2.         | «Abyss of Time – Countdown to Singularity»              | 5:20     |  |
| 3.         | «The Skeleton Key»                                      | 5:06     |  |
| 4.         | «Seal of Solomon»                                       | 5:28     |  |
| 5.         | «Gaia»                                                  | 4:46     |  |
| 6.         | «Code of Life»                                          | 5:58     |  |
| 7.         | «Freedom – The Wolves Within»                           | 5:37     |  |
| 8.         | «Kingdom of Heaven, Part 3 – The Antediluvian Universe» | 13:24    |  |
| 9.         | «Rivers»                                                | 4:48     |  |
| 10.        | «Synergize – Manic Manifest»                            | 6:36     |  |
| 11.        | «Twilight Reverie – The Hypnagogic State»               | 4:29     |  |
| 12.        | «Omega – Sovereign of the Sun Spheres»                  | 7:06     |  |

| CD 2 Omegacoustic |                       |          |  |
| N.º               | Título                | Duración |  |
| 1.                | «Rivers» (a cappella) |          |  |
| 2.                | «Abyss o' Time»       | 4:13     |  |
| 3.                | «Omegacoustic»        |          |  |
| 4.                | «El Código Vital»     |          |  |

| CD 3 Omega Instrumental |                                                                                |          |  |
| N.º                     | Título                                                                         | Duración |  |
| 1.                      | «Alpha - Anteludium» (Versión instrumental)                                    |          |  |
| 2.                      | «Abyss of Time – Countdown to Singularity» (Versión instrumental)              |          |  |
| 3.                      | «The Skeleton Key» (Versión instrumental)                                      |          |  |
| 4.                      | «Seal of Solomon» (Versión instrumental)                                       |          |  |
| 5.                      | «Gaia» (Versión instrumental)                                                  |          |  |
| 6.                      | «Code of Life» (Versión instrumental)                                          |          |  |
| 7.                      | «Freedom – The Wolves Within» (Versión instrumental)                           |          |  |
| 8.                      | «Kingdom of Heaven, Part 3 – The Antediluvian Universe» (Versión instrumental) |          |  |
| 9.                      | «Rivers» (Versión instrumental)                                                |          |  |
| 10.                     | «Synergize – Manic Manifest» (Versión instrumental)                            |          |  |
| 11.                     | «Twilight Reverie – The Hypnagogic State» (Versión instrumental)               |          |  |
| 12.                     | «Omega – Sovereign of the Sun Spheres»                                         |          |  |

| CD 4 Opus Omega |                                                                             |          |  |
| N.º             | Título                                                                      | Duración |  |
| 1.              | «Alpha - Anteludium» (Versión orquestal)                                    |          |  |
| 2.              | «Abyss of Time – Countdown to Singularity» (Versión orquestal)              |          |  |
| 3.              | «The Skeleton Key» (Versión orquestal)                                      |          |  |
| 4.              | «Seal of Solomon» (Versión orquestal)                                       |          |  |
| 5.              | «Gaia» (Versión orquestal)                                                  |          |  |
| 6.              | «Code of Life» (Versión orquestal)                                          |          |  |
| 7.              | «Freedom – The Wolves Within» (Versión orquestal)                           |          |  |
| 8.              | «Kingdom of Heaven, Part 3 – The Antediluvian Universe» (Versión orquestal) |          |  |
| 9.              | «Rivers» (Versión orquestal)                                                |          |  |
| 10.             | «Synergize – Manic Manifest» (Versión orquestal)                            |          |  |
| 11.             | «Twilight Reverie – The Hypnagogic State» (Versión orquestal)               |          |  |
| 12.             | «Omega – Sovereign of the Sun Spheres» (Versión orquestal)                  |          |  |

## Intérpretes

### Epica
- Simone Simons – Voz principal, voces secundarias
- Mark Jansen – Voz gutural, guitarra rítmica
- Isaac Delahaye – Guitarra líder, rítmica y acústica, caja orquestal, timbales orquestales
- Coen Janssen – Sintetizadores, piano, glockenspiel, campanas tubulares, caja orquestal, timbales orquestales, bombo, bongó, crótalos, tamborín, campanas chinas, arreglos corales y orquestales
- Rob van der Loo – Bajo
- Ariën van Weesenbeek – Batería, voz gutural secundaria, caja orquestal, timbales orquestales

### Músicos adicionales
- Marcela Bovio – Voces secundarias
- Linda Janssen – Voces secundarias
- Zaher Zorgati (Myrath) – Voz arábica
- Paul Babikian – Spoken words
- Vicky Psarakis (The Agonist) – Spoken words

Coro – Kamerkoor PA'dam
- Maria van Nieukerken – Directora coral
- Angus van Grevenbroek, Alfrun Schmidt, Annemarie Verburg, Annemieke Nuijten, Annette Vermeulen, Cecile Roovers, Frédérique Klooster, Guido Groenland, Henk Gunneman, Jan Douwes, Jan Hoffmann, Joost van Velzen, Karne Langnedonk, Martha Bosch, Martijn de Graaf Bierbrauwer, René Veen

Coro de niños – Zangschool BrabantTalent
- Gert Oude Sogtoen – Director coral
- Floor-Anne van Vliet – Maestra de canto
- Alex Boegheim, Annejet Beuker, Anne Jacobs, Anne van Hoek, Anne Pepers, Babette Barnhoorn, Bas Stokkermans, Cato Janssen, Daan Karstens, Elin Rikken, Eline van den Hoven, Emma Masarovic, Eva van de Wettering, Fee Sannen, Femme Janssen, Femke Kempkes, Fieke van den Bogaart, Floris Bergen, Hazel Setton, Holly van Zoggel, Hugo Bergen, Ilse van Eek, India Mélotte, Janita Bekkering, Jasmijn Jeurissen, Jazz Fafié, Job Stokkermans, Jula van de Wijngaard, Julian van Neerven, Juniper Setton, Laura Kempkes, Laura van Kollenburg, Lieke van der Aa, Lotte Spohr, Luna Legel, Madeleine Dechesne, Manou Garnier, Marloes Woudsma, Miloe Verdoorn, Nina Megens, Nienke van Eek, Noor Saras, Pam Roelofs, Pleun Couwenhoven, Pleun Tibosch, Poppy Setton, Pepijn Janssen, Renee Meenderink, Renske Bakker, Roos Derks, Saar Muis, Saar van Uden, Sarah Florie, Sterre Mélotte, Suze van Haaren, Tess van de Beek, Veerke van Rooij, Victoria Karimov, Vincent van Duren, Zoë Loeffen

The City of Prague Philharmonic Orchestra
- Adam Klemens – Director de orquesta
- Marie Dvorská – Violín
- Petr Pavlíček – Violín
- Jana Hřebíková – Violín
- Milan Lajčík – Violín
- Miluše Kaudersová – Violín
- Bohumil Kotmel – Violín
- Petra Bohm – Violín
- Karla Lobovská – Violín
- Karel Vidimský – Violín
- Miloš Černý – Violín
- Iva Jaške Příhonská – Violín
- Libor Kaňka – Violín
- Miroslav Kosina – Violín
- Anna Lundáková – Violín
- Ondřejka Dlouhá – Violín
- Igor Lecian – Violín
- Jiři Sládek – Violín
- Stanislav Rada – Violín
- Lukáš Cach – Viola
- Miroslav Novotný – Viola
- Tomáš Kamarýt – Viola
- Boris Goldstein – Viola
- Jaromír Páviček – Viola
- Milan Souček – Viola
- Martin Adamovič – Viola
- Marek Elznic – Chelo
- Pavel Běloušek – Chelo
- Ctibor Příhoda – Chelo
- Kryštof Lecian – Chelo
- Vojtěch Masnica – Contrabajo
- Rostislav Dvrdík – Contrabajo
- Tomáš Josífko – Contrabajo
- Jiři Skuhra – Flauta
- Zdeněk Rys – Oboe
- Aleš Hustoles – Clarinete
- Luboš Hucek – Fagot
- Marek Zvolánek – Trompeta
- Svatopluk Zaal – Trompeta
- Martin Pavluš – Trompeta
- Stanislav Penk – Trombón
- Aleš Vopelka – Trombón
- Tomáš Bialko – Trombón
- František Pok – Trompa
- Jiři Lisý – Trompa
- Jan Mach – Trompa
- Pavel Jirásek – Trompa
- Luděk Hrabec – Tuba

Orquesta adicional
- Jeroen Goossens – Flauta, flauta dulce, piccolo, clarinete, ney, bansuri, flauta irlandesa
- Sandip Banerjee – Sitar, santoor, sarod, bansuri, didgeridoo, tabla, pakhwaz, mridangam, ghatam, tavil, ganjira, dafli, gong
- Igor Hobus – Caja orquestal, timbales orquestales, gong, timbales, congas

Producción
- Joost van den Broek – Producción, edición, mezclas, arreglos vocales, arreglos orquestales, congas, efectos adicionales
- Jos Driessen – Ingeniería de audio, edición
- Jens Kothe – Ingeniería de audio
- Jan Holzner – Ingeniería de audio
- Kevin Codfert – Ingeniería de audio
- Christian Donaldson – Ingeniería de audio
- Darius van Helfteren – Masterización
- Stáňa Vomáčková – Traducción
- Josef Pokluda – Contratista
- Jérôme Bailly – Coletrista (tracks 1, 2, 11)
- Sascha Paeth – Arreglos vocales
- Ben Mathot – Arreglos orquestales
- Adam Denlinger – Instructor de inglés, letrista
- Jaap Toorenaar – Traductor de latín
- Gjalt Lucassen – Traductor de latín
- Stefan Heilemann – Dirección de arte, diseño, fotografía
- Tim Tronckoe – Fotografía
- Ferdinando Scavone – Fotografía
- Ettore Maria Garozzo – Fotografía
- Emir Medic – Estilista